# Chemillé-Melay
Pour les articles homonymes, voir Melay.
Chemillé-Melay est une ancienne commune française située dans le département de Maine-et-Loire, en région Pays de la Loire, ayant existé de 2013 à 2015.
Elle naît le 1er janvier 2013 de la fusion en commune nouvelle des deux anciennes communes de Chemillé et Melay qui en deviennent des communes déléguées. Son chef-lieu est fixé
au chef-lieu de l'ancienne commune de Chemillé.
Elle fusionne le 15 décembre 2015 avec les onze autres communes de la communauté de communes de la région de Chemillé pour former la commune nouvelle de Chemillé-en-Anjou. Chemillé-Melay disparaît, n'est plus une commune de France, les deux anciennes communes Chemillé et Melay restant des communes déléguées, mais cette fois au sein de la commune nouvelle élargie.
Elle se situait dans la partie sud-ouest du département de Maine-et-Loire, les Mauges.

## Géographie

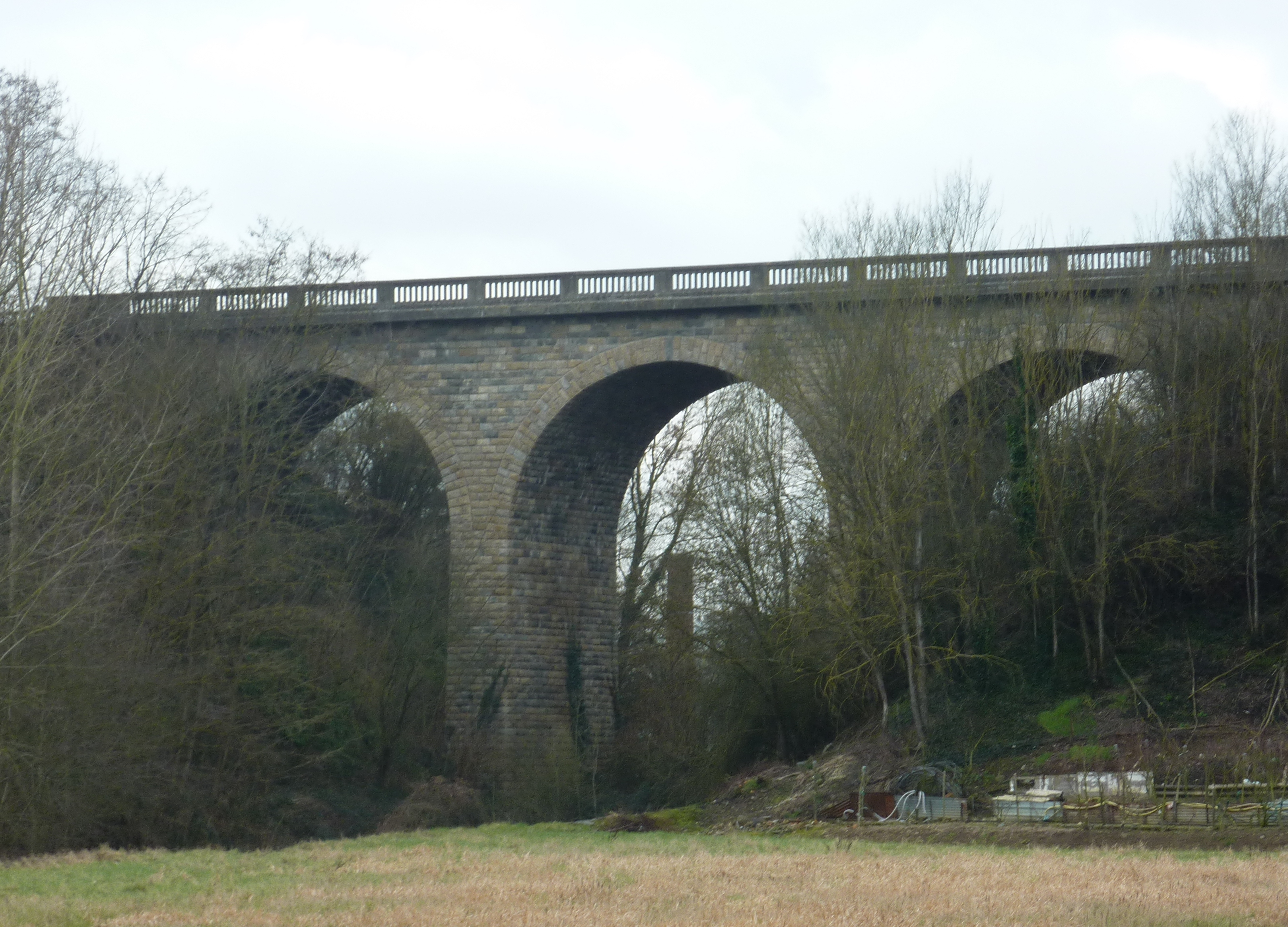
Viaduc ferroviaire.

### Localisation
Localité angevine des Mauges, Chemillé-Melay se situe entre les villes d'Angers, à 32 km au nord-est de Chemillé, et de Cholet, à 20 km au sud-ouest,.
Chemillé et Melay sont distantes de 3,9 kilomètres l'une de l'autre.

### Territoire
Son territoire s'étend sur près de 72 km2 (7 190 hectares) et son altitude varie de 42 (Chemillé) à 212 mètres (Melay). Il se situe sur l'unité paysagère du plateau des Mauges.

### Hydrographie
La commune se trouve sur les bords de l'Hyrôme, affluent de la rive gauche du Layon.

## Urbanisme
En 2013, on trouvait 3 819 logements sur le territoire de Chemillé et de Melay, dont 92 % étaient des résidences principales, pour une moyenne sur le département de 90 %, et dont 65 % des ménages en étaient propriétaires.

## Toponymie
Le nom de la commune vient de l’association des deux communes Chemillé et Melay.
Chemillé : Camilliacus villa en 775, Cella Camilliacus en 844, Chimilli en 1050, Chemillé en 1793 et 1801.
Melay : Melei en 1019, Melay en 1793 et 1801.
Nom des habitants (gentilé) : Chemillois-Melayons,.

## Histoire

### Époque contemporaine
À la réorganisation administrative qui suit la Révolution, Chemillé et Melay sont rattachés en 1790 au canton de Chemillé et au district de Cholet, puis en 1800 l'arrondissement de Beaupreau, et à sa disparition en 1857 à l'arrondissement de Cholet,.
Après la Révolution éclate une insurrection royaliste, et en 1793 celle de la guerre de Vendée. Tout l'Anjou sera concerné par ces événements.

### Commune nouvelle de Chemillé-Melay
Le 22 octobre 2012, le projet de création d'une commune nouvelle est approuvé par les conseils municipaux des deux communes concernées. L'arrêté préfectoral du 12 novembre 2012 crée officiellement la commune nouvelle de Chemillé-Melay, qui prend effet le 1er janvier 2013.
Le 26 décembre 2012, l'association SOS Melay dépose un recours judiciaire devant le tribunal administratif de Nantes en vue d'annuler l'arrêté préfectoral du 12 novembre portant création de la commune nouvelle Chemillé-Melay ; recours qui n'aboutit pas.
D'autres communes du département voient également le jour au 1er janvier, Baugé-en-Anjou et Clefs-Val d'Anjou, toutes deux commune du Baugeois.
En 2014, un nouveau projet de fusion se dessine. Le projet est présenté à la population en avril et mai 2015. Le 2 juillet, les conseils municipaux de l'ensemble des communes du territoire communautaire votent la création d'une commune nouvelle au 15 décembre 2015,,.

## Politique et administration

### Administration municipale
Commune nouvelle née en janvier 2013, une période de transition s'ouvre jusqu'aux élections municipales de mars 2014. Conformément à l'arrêté de création, la commune est administrée durant cette période par un conseil municipal formé de 42 élus, les 29 membres du précédent conseil de Chemillé et 13 des 19 membres du précédent conseil de Melay.
Le 7 janvier 2013, le premier maire de la commune de Chemillé-Melay est élu.
| Période        | Période          | Identité           | Étiquette | Qualité                                                                                 |
| -------------- | ---------------- | ------------------ | --------- | --------------------------------------------------------------------------------------- |
| 7 janvier 2013 | mars 2014        | Michel Mignard     | UMP       | Pharmacien Conseiller général de Chemillé (2001 → 2015) Maire de Chemillé (1994 → 2012) |
| mars 2014      | 14 décembre 2015 | Lionel Cottenceau, | DVD       | Agent immobilier                                                                        |

### Intercommunalité
La commune était intégrée à la communauté de communes région de Chemillé ; structure intercommunale ayant pour objet le développement et la solidarité des communes de la région de Chemillé dont les principales compétences sont l'aménagement de l'espace communautaire, les actions de développement économique, la protection et mise en valeur de l'environnement, la politique du logement et du cadre de vie, la voirie, la construction et l'entretien d'équipements communautaires, et la mise en place de techniques d'information et de communication (T.I.C.).
Créée en 1994, cette structure intercommunale regroupait douze communes : Chanzeaux, La Chapelle-Rousselin, Chemillé-Melay, Cossé-d'Anjou, La Jumellière, Neuvy-en-Mauges, Sainte-Christine, Saint-Georges-des-Gardes, Saint-Lézin, La Salle-de-Vihiers, La Tourlandry et Valanjou.
La communauté de communes était membre du syndicat mixte Pays des Mauges, structure administrative d'aménagement du territoire regroupant sept communautés de communes : Bocage, Centre-Mauges, Champtoceaux, Chemillé, Moine-et-Sèvre, Montrevault et Saint-Florent-le-Vieil.

### Autres circonscriptions
Jusqu'en 2014, la commune fait partie du canton de Chemillé et de l'arrondissement de Cholet. Le canton comprend alors neuf communes : La Chapelle-Rousselin, Chemillé-Melay, Cossé-d'Anjou, La Jumellière, Neuvy-en-Mauges, Sainte-Christine, Saint-Georges-des-Gardes, Saint-Lézin et La Tourlandry. Dans le cadre de la réforme territoriale, un nouveau découpage territorial pour le département de Maine-et-Loire est défini par le décret du 26 février 2014. Le canton devient le canton de Chemillé-Melay et passe de neuf à vingt-quatre communes, avec une entrée en vigueur au renouvellement des assemblées départementales de 2015.
Chemillé-Melay fait partie de la deuxième circonscription de Maine-et-Loire, composée de cinq cantons dont Chemillé, Chalonnes-sur-Loire et Les Ponts-de-Cé. La deuxième circonscription de Maine-et-Loire est l'une des sept circonscriptions législatives que compte le département.

## Population et société

### Démographie
Au regard de la population légale, Chemillé-Melay comptait 8 636 habitants à sa création.
L'évolution du nombre d'habitants est connue à travers les recensements de la population effectués dans la commune depuis 2012. À partir du 1er janvier 2009, les populations légales des communes sont publiées annuellement dans le cadre d'un recensement qui repose désormais sur une collecte d'information annuelle, concernant successivement tous les territoires communaux au cours d'une période de cinq ans. 
Pour les communes de moins de 10 000 habitants, une enquête de recensement portant sur toute la population est réalisée tous les cinq ans, les populations légales des années intermédiaires étant quant à elles estimées par interpolation ou extrapolation. Pour la commune, le premier recensement exhaustif entrant dans le cadre du nouveau dispositif a été réalisé en 2012,.
En 2013, la commune comptait 8 822 habitants.
| 2012  | 2013  |
| ----- | ----- |
| 8 755 | 8 822 |

Nota : les données du tableau sont relatives à l'addition des nombres d'habitants des deux anciennes communes constituant la nouvelle commune.

## Économie

### Tissu économique
Sur 767 établissements présents sur l'ensemble de ce territoire à fin 2010, 20 % relevaient du secteur de l'agriculture (pour une moyenne de 17 % sur le département), 8 % du secteur de l'industrie, 9 % du secteur de la construction, 49 % de celui du commerce et des services et 14 % du secteur de l'administration et de la santé. À fin 2013, sur 783 établissements, 15 % relevaient du secteur de l'agriculture (pour une moyenne de 12 % sur le département), 9 % du secteur de l'industrie, 8 % de celui de la construction, 55 % du secteur du commerce et des services et 14 % de celui de l'administration et de la santé.

### Appellations sur le territoire
Liste des appellations sur le territoire :
- AOC AOP Anjou gamay, AOC AOP Anjou gamay nouveau ou primeur,
- IGP Brioche vendéenne,
- IGP Bœuf de Vendée, IGP Bœuf du Maine, AOC AOP Maine-Anjou, IGP Oie d'Anjou, IGP Volailles de Cholet, IGP Volailles d’Ancenis.

### Activité économique de la région
Ville la plus importante du Chemillois, Chemillé-Melay se trouve au cœur de l'activité économique intercommunale.
Sur le territoire de la communauté de communes, sur 1 853 établissements présents à fin 2010, 34 % relevaient du secteur de l'agriculture (pour une moyenne de 17 % sur le département), 8 % du secteur de l'industrie, 9 % du secteur de la construction, 39 % de celui du commerce et des services et 10 % du secteur de l'administration et de la santé. Deux ans plus tard, en 2012, sur 2 152 établissements présents, 30 % relevaient du secteur de l'agriculture (pour une moyenne de 15 % sur le département), 8 % du secteur de l'industrie, 8 % du secteur de la construction, 46 % de celui du commerce et des services et 10 % du secteur de l'administration et de la santé.

## Culture locale et patrimoine

### Lieux et monuments

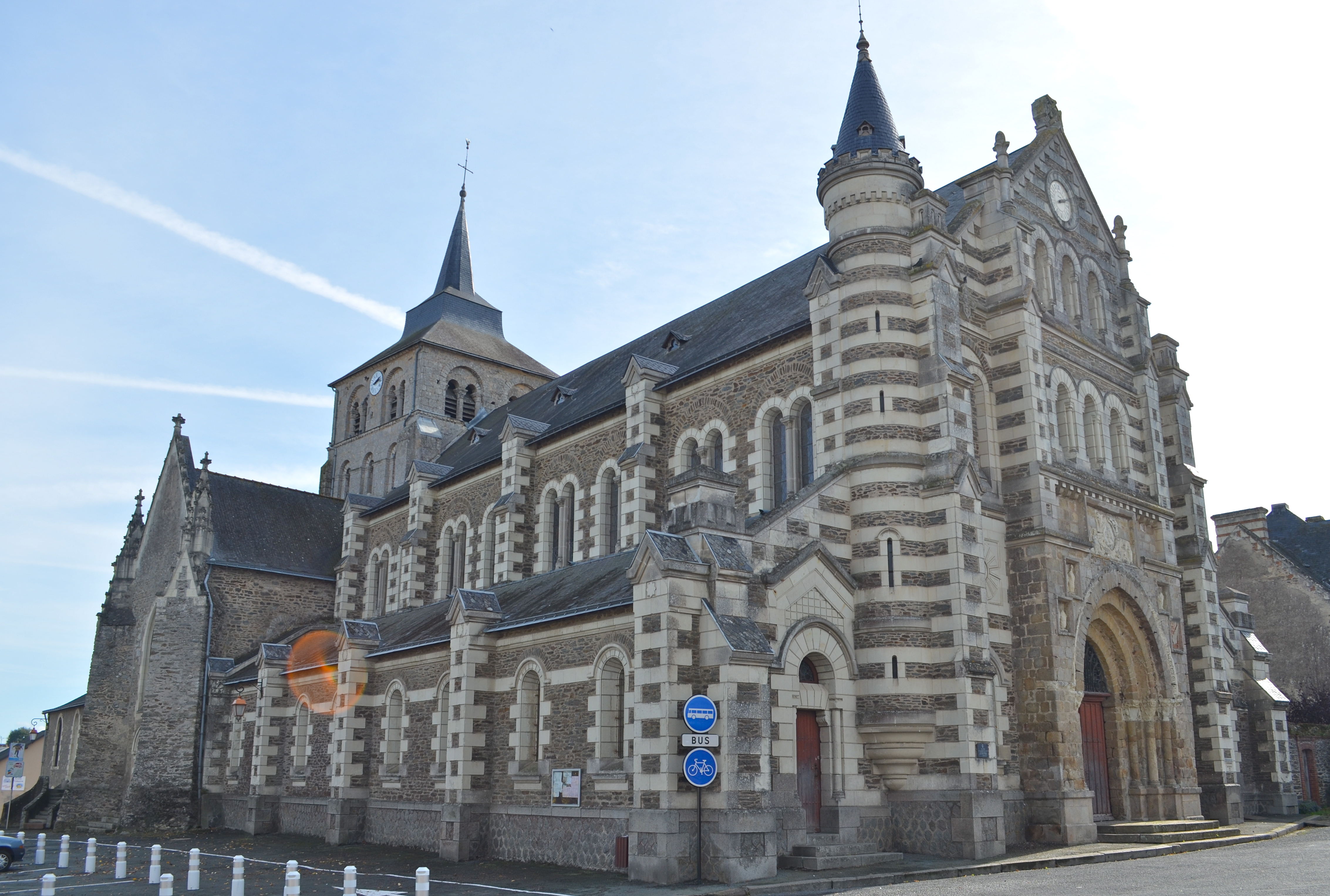
Église Saint-Pierre.

- Château de la Sorinière, des XIVe, XVIe et XVIIIe siècles, monument historique classé (1921).
- Église Notre-Dame de Chemillé, des XIIe et XVIe siècles, monument historique classé (1862, 1914, 1929).
- Église Notre-Dame-la-Neuve de Chemillé, du XIXe siècle, monument historique inscrit (2006).
- Église Saint-Pierre de Chemillé, du XIe au XXe siècle, monument historique classé (1969).

### Personnalités liées à la commune
- Charles-Jean Cesbron-Lavau (1763-1829), né et décédé sur la commune, manufacturier et homme politique.